# Motor ionic

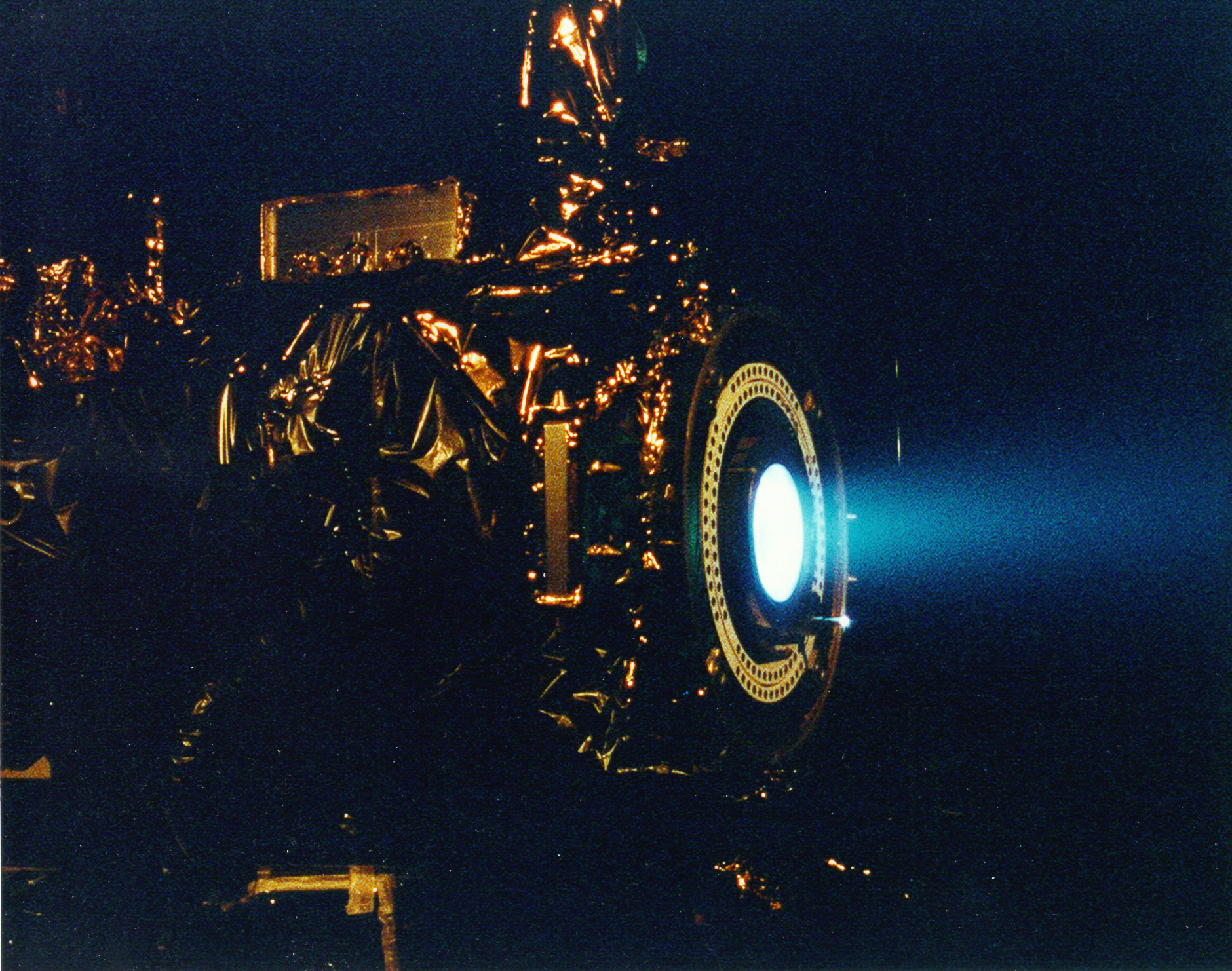
Motorul cu ioni 2.3 kW NSTAR al navetei Deep Space 1 a NASA în timpul unui test la Jet Propulsion Laboratory

Motorul ionic este folosit de nave spațiale care creează propulsie prin accelerarea de ioni.